# Richard Vission
Richard Vission, detto Humpty (Toronto, 24 maggio 1969), è un produttore discografico, disc jockey e remixer canadese.
È, però, cresicuto nella San Fernando Valley, a Los Angeles.
Richard Vission ha creato molti remix per artisti come Weezer, Radiohead, Timbaland, Hilary Duff, Madonna e Lady Gaga, ma ha pubblicato anche singoli propri come Somebody e Never Be Alone. Egli è anche a capo della sua etichetta discografica, la Solmatic.

## Premi
- 2006 Ranked 2nd as America's Favorite House DJ according to BPM Magazine

## Discografia

### Album
- 2005 Automatic (Dual CD) CD 2

### DJ Mix
- 2005 Automatic (Dual CD) CD 1
- 2004 Big Floor Funk
- 2001 Damn That DJ Made My Day
- 2000 Shut The Fuck Up And Dance
- 1998 House Connection 2 (con Bad Boy Bill)
- 1997 The House Connection Vol. 1(con Bad Boy Bill)
- 1997 Drop That Beat
- 1996 House Nation
- 1995 This Is My House
- 1994 This Is A Test vol. 2
- 1992 This Is A Test vol. 1

### Singoli
- 2009 "I Like That" (con Static Revenger e Luciana)
- 2009 Hilary Duff - Any Other Day
- 2006 Somebody (nel gruppo Stranger Days)
- 2005 Automatic (nel gruppo Stranger Days)
- 2004 Freaks (Keep Rockin')
- 2004 Higher
- 2004 Been A Long Time
- 2004 Sexy
- 2004 Never Let Me Down
- 2001 Damn That DJ Made My Day (come Adrenaline)
- 2000 Shut The Fuck Up And Dance (come Adrenaline)
- 1999 The Muzik (con Nina Lares)

### Remix
- 2010 Lady Gaga - "Bad Romance"
- 2009 The Black Eyed Peas - Meet Me Halfway - Richard Vission Solmatic Remix
- 2009 Eva Simons - Silly Boy - Silly Boy (Remixes)
- 2009 Pussycat Dolls - Bottle Pop - Richard Vission Remixes
- 2009 Hilary Duff - Any Other Day - Richard Vission Remixes
- 2008 Lady GaGa - Just Dance - Richard Vission Remixes
- 2008 Hilary Duff - Reach Out - Richard Vission Remixes
- 2007 Timbaland - The Way I Are - Richard Vission Remixes
- 2007 Hilary Duff - Stranger - Richard Vission Remixes
- 2007 Hilary Duff - Dignity - Richard Vission Remixes
- 2007 Hilary Duff - With Love - Richard Vission Remixes
- 2006 The Perfects - Shipwrecked - RHV Remix (still in production)
- 2006 Under the Influence of Giants - Mama's Room - RHV Remix (still in production)
- 2006 David Bowie - Let's Dance - Richard Vission Mix
- 2006 Hilary Duff - Play With Fire - Richard Vission Remixes
- 2006 Nelly Furtado - Maneater - Richard Vission Remix
- 2006 Nelly Furtado - Promiscuous -Promiscuous Vission Remix
- 2006 Justin Timberlake - Sexyback - Vission's Back Remix
- 2006 Gnarls Barkley - Crazy - Crazy Vission Remix
- 2006 Stranger Days - Somebody - RHV Remix
- 2006 KoЯn - Coming Undone - RHV Remix
- 2005 The Pussycat Dolls - Stickwitu - Richard Vission Remixes
- 2005 The Bravery - Fearless - RHV Remix
- 2005 The Killers - Mr. Brightside - RHV Remix
- 2005 Usher - Caught Up - RHV Remix
- 2004 Sting - Stolen Car - RHV Remix
- 2004 Utada - Devil Inside - The RHV Experience Mix
- 2003 Andrea Doria - Bucci Bag - RHV Pro-Funk Mix
- 2003 Madonna - Die Another Day - RHV Electrofried Remix/Radio Mix
- 2001 Madonna - What It Feels Like For A Girl' - RHV Velvet Masta Remix/Edit
- 2001 Madonna - Don't Tell Me RHV Remix/Radio Mix
- 2000 Madonna - Music - RHV Phunkatron Remix/Radio Mix/Dub
- 1999 Madonna - American Pie - RHV Radio Edit/Richard "Humpty" Vission Visits Madonna
- 1995 Taylor Dayne - Say A Prayer - Vission & Lorimer Mix (with Peter Lorimer)
- 1995 Raw Stylus - Believe in Me -Vission & Lorimer mix
- 1995 Miranda - Round and Round - AJ & Humpty mix
- 1995 The Shamen - Destination Escaton - Vission & Lorimer mix
- 1995 Ace of Base - Beautiful Life - Vission and Lorimer mix